# رنگاسدنگکلوگ
رنگاسدنگکلوگ (اندونزیایی: Rengasdengklok) شهری در استان جاوه غربی کشور اندونزی است. جمعیت این شهر بر اساس سرشماری سال ۱۹۹۰ میلادی، ۳۱٫۰۶۵ نفر و بر اساس سرشماری سال ۲۰۰۰ میلادی، ۱۴۱٫۸۳۰ بوده که در سال ۲۰۰۷ میلادی به ۲۳۴٫۰۲۶ نفر افزایش یافته‌است.